# Pseudoscaphiella
Pseudoscaphiella là một chi nhện trong họ Oonopidae.